# Resolució 1993 del Consell de Seguretat de les Nacions Unides
La Resolució 1993 del Consell de Seguretat de les Nacions Unides fou adoptada per unanimitat el 29 de juny de 2011. Després de recordar les resolucions 827 (1993), 1503 (2003) i 1534 (2003), el Consell va ampliar els mandats de 17 jutges permanents i temporals al Tribunal Penal Internacional per a l'antiga Iugoslàvia (TPIAI).

## Resolució

### Observacions
A la Resolució 1966 (2010), el Consell de Seguretat va establir un mecanisme pel qual esperava que el TPIAI complís el seu treball abans del 31 de desembre de 2014. El Consell va recordar la Resolució 1931 (2010) que expressa la intenció de renovar els termes dels jutges. També hi havia preocupació pel nivell de personal al TPIAI i les implicacions en el treball del tribunal.

### Actes
Sota el Capítol VII de la Carta de les Nacions Unides, el Consell va ampliar els termes dels següents magistrats permanents fins al 31 de desembre de 2012 o fins a la finalització dels seus casos:
- Jean-Claude Antonetti (França)
- Guy Delvoie (Bèlgica)
- Burton Hall (Bahames)
- Christoph Flügge (Alemanya)
- O-Gon Kwon (Corea del Sud)
- Bakone Justícia Moloto (Sud-àfrica)
- Howard Morrison (Regne Unit)
- Alphons Orie (Països Baixos)

Els termes dels següents magistrats temporals "ad litem" es van ampliar fins al 31 de desembre de 2012 o fins a la finalització dels seus casos:
- Melville Baird (Trinidad i Tobago)
- Elizabeth Gwaunza (Zimbàbue)
- Frederik Harhoff (Dinamarca)
- Flavia Lattanzi (Itàlia)
- Antoine Kesia-Mbe Mindua (República Democràtica del Congo)
- Prisca Matimba Nyambe (Zàmbia)
- Michèle Picard (Françs)
- Árpád Prandler (Hongria)
- Stefan Trechsel (Suïssa)

La resolució va reiterar la importància de la cooperació de tots els estats amb el TPIY i del procés de totes les persones acusades, en particular, la crida a l'arrest de Goran Hadžić. Els nivells adequats de personal també eren importants per al TPIAI per tal que completés el seu treball i el problema s'havia d'abordar.
Finalment, el Consell va elogiar els estats que havien conclòs acords amb l'execució de sentències de persones condemnades pel TPAI per complir les seves condemnes als seus territoris i va instar els països que no havien conclòs acords a fer-ho.